# حارة قرو (البريقة)
حارة قرو هي إحدى حارات حي ناجي الواقع بمديرية البريقة التابعة لمحافظة عدن، بلغ تعداد سكانها 536 نسمة حسب تعداد اليمن لعام 2004.